# Camille Bouquet
Pour les articles homonymes, voir Bouquet.
Camille Bouquet (né le 23 septembre 1979 à Granville,) est un coureur cycliste français, actif des années 1990 et 2010.

## Biographie
Camille Bouquet commence le cyclisme en compétition au VC Granville lors de sa seconde année catégorie cadets (moins de 17 ans). Il rejoint ensuite l'AG Orval-Coutances, avec lequel il effectue ses années juniors (moins de 19 ans) et ses débuts dans les rangs espoirs (moins de 23 ans). 
Remarqué par sa victoire au Tour de Belle-Île-en-Mer en 1999, il intègre l'effectif du club breton Jean Floc'h en 2000, après plusieurs saisons passées en Normandie. Il s'impose au mois d'avril sur le contre-la-montre du Circuit du Mené. En 2001, il remporte deux manches de l'Essor basque ainsi que le championnat de Bretagne. Il quitte toutefois la Bretagne pour rejoindre le CM Aubervilliers en 2002, réserve de la formation BigMat-Auber 93. Stagiaire dans l'équipe professionnelle, il n'obtient cependant pas de contrat, malgré des succès au championnat d'Île-de-France ou sur une étape du Tour de la Porte Océane.
En 2003, il décide de rejoindre le VC Roubaix Lille Métropole, où il court pendant deux ans. Sous la houlette de Cyrille Guimard, il obtient de nouvelles victoires et divers podiums, grâce à ses qualités de routier-sprinteur. Ses bons résultats lui permettent de devenir professionnel en 2005, à 25 ans, dans l'équipe MrBookmaker.com-SportsTech. Lors de la première étape du Tour d'Andalousie, il participe à une échappée et termine neuvième, tout en devenant provisoirement leader du classement des sprints. On le retrouve également actif sur Paris-Roubaix, qu'il termine à la 65e place. L'année suivante, il effectue sa deuxième saison au sein de la formation belge. Ses dirigeants ne renouvellent pas son contrat, et il doit mettre un terme à sa carrière professionnelle en 2007. 
Retiré des compétitions cyclistes, il travaille au sein de l'entreprise familiale d'électricité dans sa commune natale de Granville. Il pratique le football pendant une année par loisir. En 2008, il reprend une licence en deuxième catégorie à l'AG Orval-Coutances, sans toutefois vouloir repasser professionnel. Il fait partie des cyclistes les plus expérimentés de l'équipe. En 2012, il intègre le VC Avranches.
Son fils Axel est lui aussi coureur cycliste.

## Palmarès
- 1999
  - Tour de Belle-Île-en-Mer
  - 3e du Grand Prix de Fougères
- 2000
  - 1re étape du Circuit du Mené (contre-la-montre)
  - 3e du Grand Prix de Fougères
  - 3e du Tour de la Porte Océane
- 2001
  - Championnat de Bretagne
  - Route du Pays basque
  - Ronde du Pays basque
  - 2e du Prix du Léon
  - 3e du Circuit du Morbihan
- 2002
  - Championnat d'Île-de-France
  - Grand Prix Jules Linais
  - 1re étape du Tour de la Porte Océane
  - 3e du Circuit méditerranéen
  - 3e de la Ronde du Canigou
  - 3e du Grand Prix de Tours
- 2003
  - Tour des Chemins de Croix[8]
  - 2e du Critérium des Espoirs
  - 2e du Prix des Coteaux d'Aix
  - 2e du Grand Prix de Luneray
  - 3e de la Flèche de Locminé
  - 3e du Grand Prix de Saint-Brice-en-Coglès
- 2004
  - Critérium des Gayant
  - 2e étape du Tour de la Porte Océane
  - Trio normand (avec David Le Lay et Romain Fondard)
  - 2e du Grand Prix des Flandres françaises